# لیفکوه
لیفکوه، روستایی از توابع بخش احمدسرگوراب شهرستان شفت در استان گیلان ایران است.

## جمعیت
این روستا در دهستان چوبر قرار دارد و براساس سرشماری مرکز آمار ایران در سال ۱۳۸۵، جمعیت آن ۵۷۱ نفر (۱۴۲خانوار) بوده‌است.دهیار روستا کاظم رستمی می باشد. 